# 布伊 (兰斯区)
布伊（法語：Bouilly，法語發音：[buji]）是法国马恩省的一个市镇，属于兰斯区。

## 地理
布伊（49°11'55"N, 3°53'21"E）面积5.64 平方千米，位于法国大東部大區马恩省，该省份为法国东北部内陆省份，北起阿登省，西北接埃纳省，西南接塞纳-马恩省，南至奥布省，东南接上马恩省，东临默兹省。
与布伊接壤的市镇（或旧市镇、城区）包括：布利尼、绍米济、库尔马、茹伊莱兰斯、帕尔尼莱兰斯、圣厄夫赖斯和克莱里泽、多芒日城。

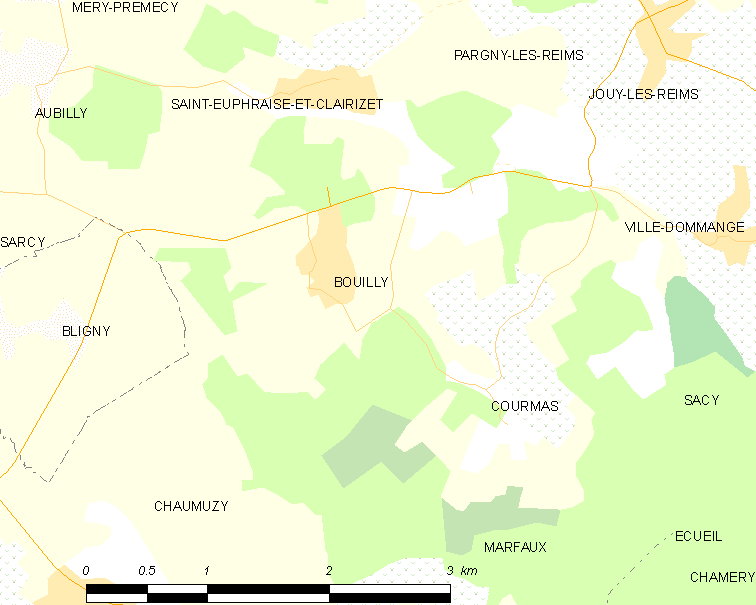
的OSM定位图

布伊的时区为UTC+01:00、UTC+02:00（夏令时）。

## 行政
布伊的邮政编码为51390，INSEE市镇编码为51072。

## 政治
布伊所属的省级选区为菲姆-兰斯山县。

## 人口

1962-2008年间人口变化图示

布伊于2022年1月1日时的人口数量为229人。